# Sulignat
Sulignat est une commune française située dans le département de l'Ain, en région Auvergne-Rhône-Alpes.
Ses habitants sont les Sulignacois et les Sulignacoises.

## Géographie

### Localisation

Sulignat dans l'Ain et le canton de Châtillon-sur-Chalaronne.

Sulignat est un petit village situé au centre-est de la France localisé dans le département de l'Ain de la région Auvergne-Rhône-Alpes. Au niveau local, le village appartient à l'arrondissement de Bourg-en-Bresse et au canton de Châtillon-sur-Chalaronne.
L'altitude de la commune est aux environs de 260 mètres, sa superficie est de 10,80 km2.

### Points extrêmes
- Nord : Le Pierrier, 46° 11′ 32″ N, 4° 58′ 40″ E
- Est : Forêt de Longe, 46° 10′ 47″ N, 4° 59′ 20″ E
- Sud : Chamaudry, 46° 09′ 12″ N, 4° 57′ 30″ E
- Ouest : Les Grandes Raies, 46° 09′ 44″ N, 4° 55′ 53″ E

### Hydrographie
- Le Renon traverse l'est vers Dagallier Bas. La rivière forme une frontière avec Neuville-les-Dames et Vonnas.
- Le Bief Bourbon naît au sud-ouest la commune entre le Bois des Bones et les Renardières. Ce cours d'eau forme une partie de la frontière que le village partage avec Saint-Julien-sur-Veyle, Illiat et L'Abergement-Clémenciat, il se jette à Biziat dans la Petite Veyle.
- Le Bief Berthelon prend aussi sa source dans la commune à l'ouest du bourg dans le hameau de Montessuy avant de se jeter dans le Bief Bourbon près de la frontière avec Biziat.

### Climat
Pour des articles plus généraux, voir Climat d'Auvergne-Rhône-Alpes et Climat de l'Ain.
En 2010, le climat de la commune est de type climat océanique dégradé des plaines du Centre et du Nord, selon une étude du CNRS s'appuyant sur une série de données couvrant la période 1971-2000. En 2020, Météo-France publie une typologie des climats de la France métropolitaine dans laquelle la commune est dans une zone de transition entre le climat semi-continental et le climat de montagne et est dans la région climatique Bourgogne, vallée de la Saône, caractérisée par un bon ensoleillement (1 900 h/an), un été chaud (18,5 °C), un air sec au printemps et en été et des vents faibles.
Pour la période 1971-2000, la température annuelle moyenne est de 11,4 °C, avec une amplitude thermique annuelle de 17,7 °C. Le cumul annuel moyen de précipitations est de 900 mm, avec 10,2 jours de précipitations en janvier et 7,8 jours en juillet. Pour la période 1991-2020, la température moyenne annuelle observée sur la station météorologique de Météo-France la plus proche, sur la commune de Baneins à 9 km à vol d'oiseau, est de 12,7 °C et le cumul annuel moyen de précipitations est de 880,2 mm,. Pour l'avenir, les paramètres climatiques de la commune estimés pour 2050 selon différents scénarios d'émission de gaz à effet de serre sont consultables sur un site dédié publié par Météo-France en novembre 2022.

### Voies de communication et transports

Carte des axes de communication.

#### Réseau routier
- La route départementale D 2 traverse la commune du nord au sud et contourne le bourg. Il permet de relier Pont-de-Veyle au nord à Châtillon-sur-Chalaronne au sud.
- La route départementale D 64 traverse la commune d'est en ouest. En prenant la voie par l'ouest, les automobilistes rejoignent L'Abergement-Clémenciat, Thoissey et Saint-Didier-sur-Chalaronne tandis que par l'est, ils rejoignent Neuville-les-Dames.

#### Voies ferroviaires
Aucune voie ne traverse la commune mais la ligne de Mâcon à Ambérieu, desservie par les TER de la région Rhône-Alpes, passe à proximité. Les trains TER de la ligne s'arrêtent à la gare de Vonnas.

#### Transport aérien
- La chambre de commerce et d'industrie de Saône-et-Loire gère un petit aéroport à Charnay, au sud-ouest de Mâcon.
- Les habitants de la commune doivent se rendre à l'aéroport de Lyon-Saint-Exupéry distant de 61 kilomètres ou bien à l'aéroport de Genève distant de 138 kilomètres pour effectuer des vols vers l'international.

## Urbanisme

### Typologie
Au 1er janvier 2024, Sulignat est catégorisée commune rurale à habitat dispersé, selon la nouvelle grille communale de densité à 7 niveaux définie par l'Insee en 2022.
Elle est située hors unité urbaine et hors attraction des villes,.

### Occupation des sols
L'occupation des sols de la commune, telle qu'elle ressort de la base de données européenne d’occupation biophysique des sols Corine Land Cover (CLC), est marquée par l'importance des territoires agricoles (74,7 % en 2018), une proportion sensiblement équivalente à celle de 1990 (74,6 %). La répartition détaillée en 2018 est la suivante : 
terres arables (40,9 %), zones agricoles hétérogènes (21,9 %), forêts (21,2 %), prairies (11,8 %), zones urbanisées (4,1 %).
L'évolution de l’occupation des sols de la commune et de ses infrastructures peut être observée sur les différentes représentations cartographiques du territoire : la carte de Cassini (XVIIIe siècle), la carte d'état-major (1820-1866) et les cartes ou photos aériennes de l'IGN pour la période actuelle (1950 à aujourd'hui).

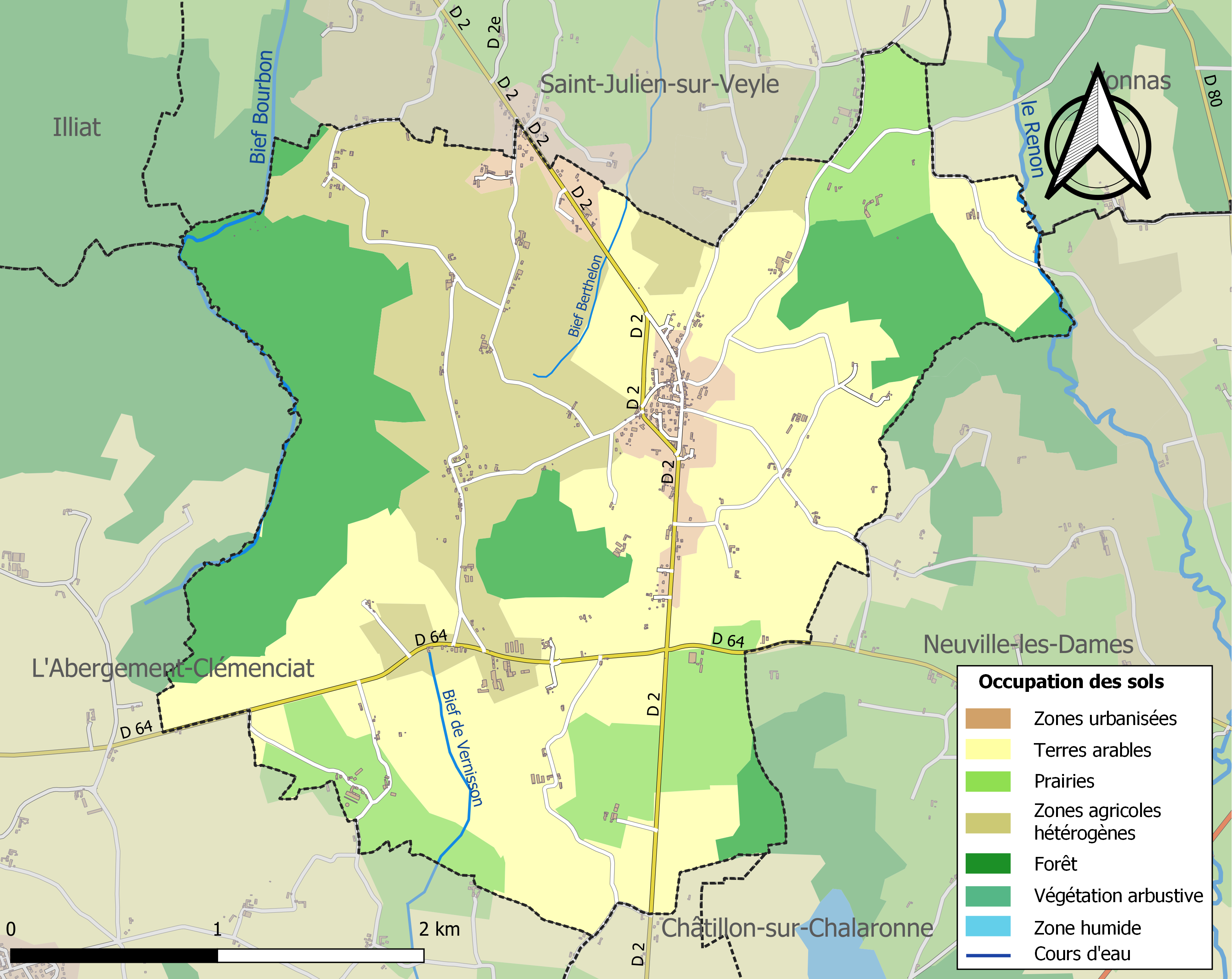
Carte des infrastructures et de l'occupation des sols de la commune en 2018 (CLC).

## Toponymie

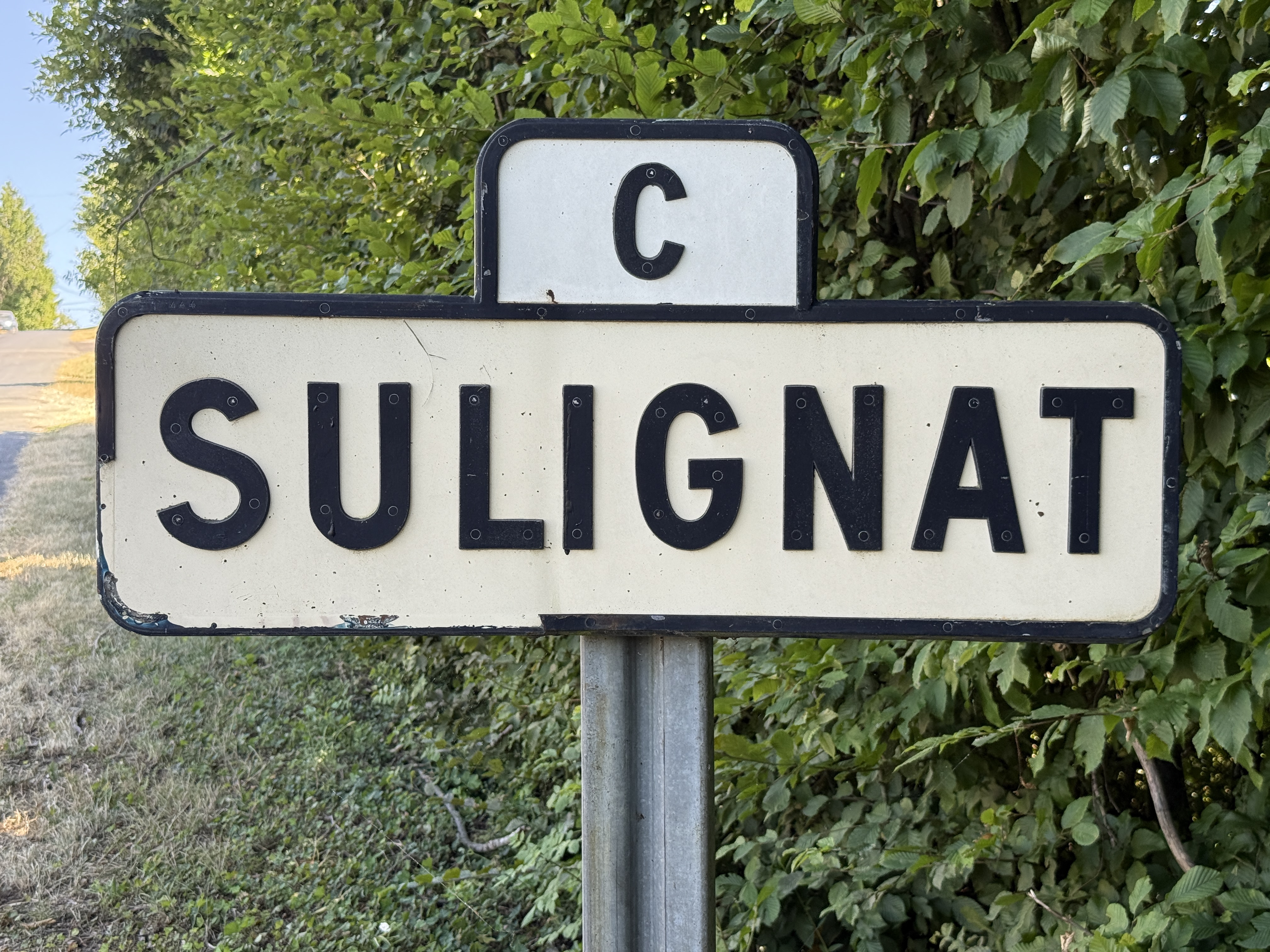
Panneau d'entrée du village.

### Origine du nom
Sulignat vient de Soliniacum qui est le dérivé du nom d'un homme nommé Solinus ou Solinianus.

### Noms successifs
Les premières mentions du village date de 1272 sous les noms de Suligniacus ou Suligna. En 1443, Sulligniacus est utilisé par les archives de l'Ain pour se référer au village. À la fin du siècle, on trouve en 1495 Suliniacus sur la pancarte des droits de cire.
En 1563, Sullignaz est évoqué dans les archives de la Côte-d'Or, Sulligna est mentionné en 1656. On trouve le nom actuel de Sulignat vers 1734 dans la Description de Bourgogne. Toutefois, le Pouillé du diocèse de Lyon cite Sulligniat en 1743.

## Histoire
Très ancienne paroisse, Sulignat faisait partie de la Bresse sous le vocable de la Nativité de Notre Dame, puis devint savoyarde en 1272.
En 1601, après la fin de la guerre franco-savoyarde qui se termine par le traité de Lyon, Biziat intègre la France avec l'acquisition de celle-ci de la Bresse, du Bugey, du Valromey et du pays de Gex. Elle est par la suite intégrée à la province bourguignonne.
Entre 1790 et 1795, elle devient une municipalité du canton de Châtillon-les-Dombes, et dépendait du district de Châtillon-les-Dombes. Durant cette période, Châtillon-sur-Chalaronne absorbe la commune, L'Abergement et Clémenciat, le village devient alors un hameau. Tandis que ces deux derniers quittent Châtillon pour former L'Abergement-Clémenciat en 1857, Sulignat redevient une commune en 1809 et M. Garron de la Bevière devient alors le premier maire.
Durant la Seconde Guerre mondiale, un camp de maquisards portant le nom de Catane et formé par 75 hommes était installé dans les bois de Marmarant.

## Politique et administration

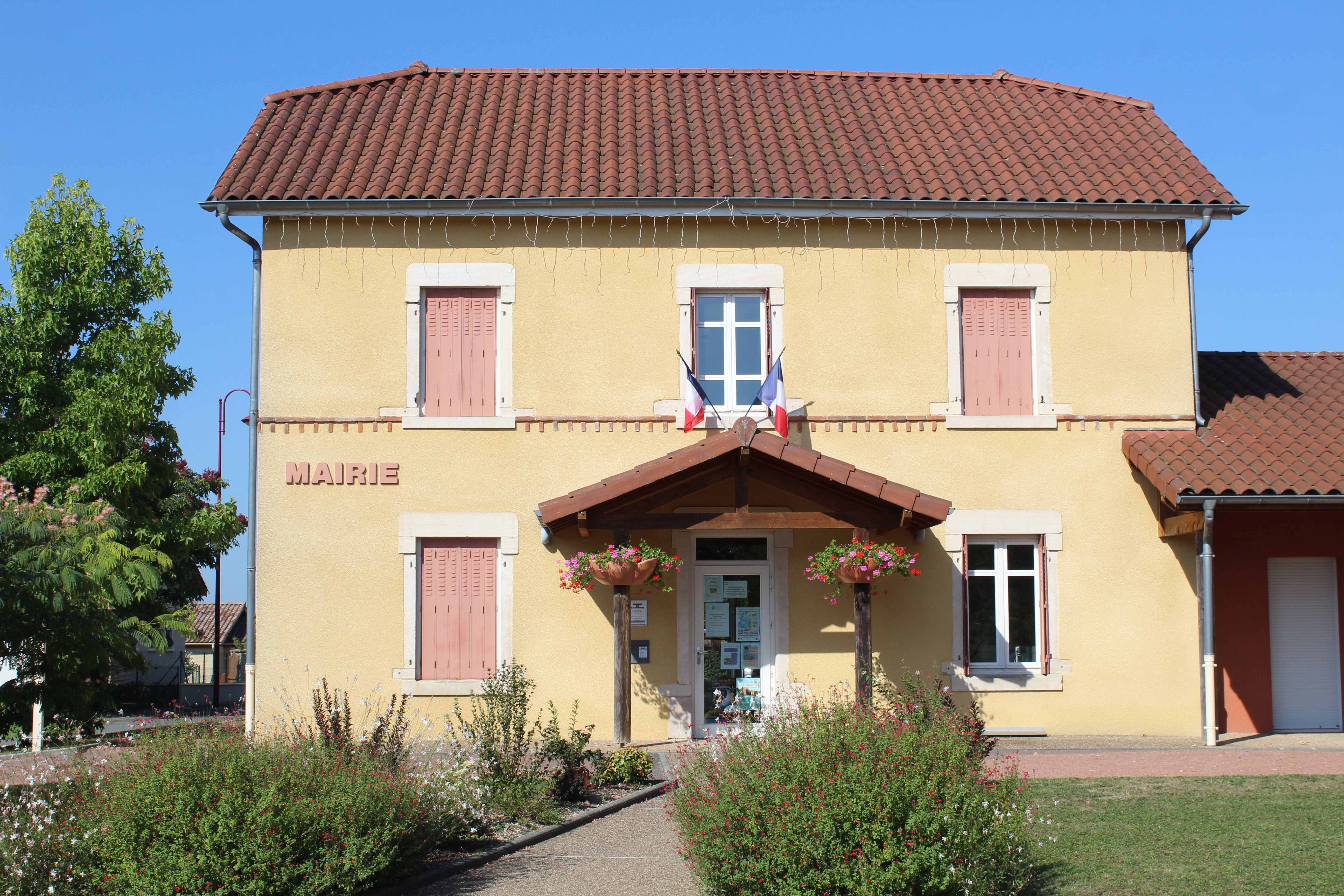
Mairie.

### Administration municipale
Lors des réunions du conseil municipal, le maire est entouré de ses quatre adjoints et de ses dix autres conseillers municipaux. Ces conseillers se regroupent dans différentes commissions : budget, appels d’offres, éducation, action sociale, culture, associations, sports, loisirs, tourisme, communication, ruralité, aménagement durable du territoire, urbanisme, lotissement, autorisations d’urbanisme, patrimoine, bâtiment, juridique, cimetière.

### Maires successifs
| Période    | Période  | Identité           | Étiquette | Qualité                     |
| ---------- | -------- | ------------------ | --------- | --------------------------- |
| avant 1995 | 1995     | Yves Ravoux        |           |                             |
| 1995       | 2001     | Jean-Paul Janichon |           |                             |
| 2001       | 2008     | Bernard Comas      |           |                             |
| 2008       | mai 2020 | Bernard Jarnet     |           | Industriel, chef entreprise |
| mai 2020   | En cours | Alain Genestoux    |           | Profession libérale         |

## Population et société

### Démographie
L'évolution du nombre d'habitants est connue à travers les recensements de la population effectués dans la commune depuis 1793. Pour les communes de moins de 10 000 habitants, une enquête de recensement portant sur toute la population est réalisée tous les cinq ans, les populations de référence des années intermédiaires étant quant à elles estimées par interpolation ou extrapolation. Pour la commune, le premier recensement exhaustif entrant dans le cadre du nouveau dispositif a été réalisé en 2007.
En 2022, la commune comptait 605 habitants, en évolution de +4,85 % par rapport à 2016 (Ain : +5,15 %, France hors Mayotte : +2,11 %).
| 1793 | 1821 | 1831 | 1836 | 1841 | 1846 | 1851 | 1856 | 1861 |
| ---- | ---- | ---- | ---- | ---- | ---- | ---- | ---- | ---- |
| 387  | 498  | 441  | 480  | 476  | 531  | 518  | 501  | 502  |

| 1866 | 1872 | 1876 | 1881 | 1886 | 1891 | 1896 | 1901 | 1906 |
| ---- | ---- | ---- | ---- | ---- | ---- | ---- | ---- | ---- |
| 574  | 555  | 593  | 595  | 570  | 551  | 525  | 529  | 505  |

| 1911 | 1921 | 1926 | 1931 | 1936 | 1946 | 1954 | 1962 | 1968 |
| ---- | ---- | ---- | ---- | ---- | ---- | ---- | ---- | ---- |
| 507  | 456  | 453  | 470  | 450  | 431  | 392  | 395  | 367  |

| 1975 | 1982 | 1990 | 1999 | 2006 | 2007 | 2012 | 2017 | 2022 |
| ---- | ---- | ---- | ---- | ---- | ---- | ---- | ---- | ---- |
| 348  | 370  | 434  | 485  | 558  | 569  | 556  | 586  | 605  |

### Enseignement

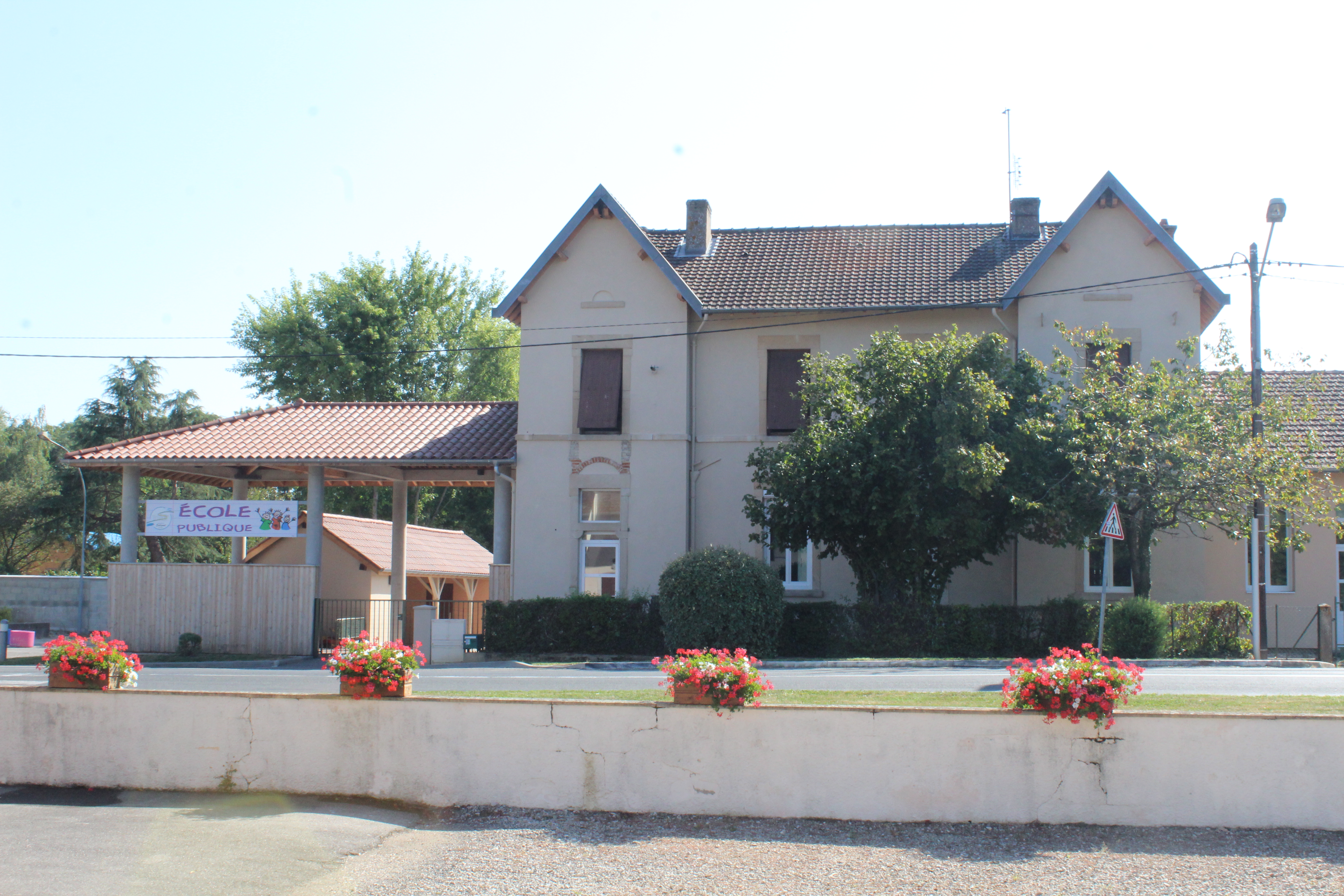
École.

L'école de la commune forme avec celles de Saint-Julien-sur-Veyle et de Biziat un RPI depuis le 24 juin 1987. On y trouve trois classes regroupant les trois niveaux de la maternelle.
Les élèves de cette école passant en 6e sont dirigés au collège du Renon de Vonnas. Enfin, les lycées de secteur sont ceux de Bourg-en-Bresse.

### Manifestations culturelles et festivités
Depuis 1977, le village accueille la fête de la Frite. Cette fête a lieu chaque 14 juillet où des frites fraîches sont en vente. De nombreuses animations sont aussi proposées durant cette journée.

### Sports
- L'union sportive Sulignat est un club de basketball créé au milieu des années 1970.
- La boule du Marronnier permet la pratique de sport de boules au boulodrome situé près des halles.

### Médias locaux
- Le journal Le Progrès propose une édition locale aux communes de l'Ain. Il paraît du lundi au dimanche et traite des faits divers, des évènements sportifs et culturels au niveau local, national, et international.
- Le journal Voix de l'Ain est un hebdomadaire publié les vendredis qui propose des informations locales pour les différentes régions du département de l'Ain.
- La chaîne France 3 Rhône Alpes Auvergne est disponible dans la région.

### Numérique
La commune ne dispose pas encore du très haut débit avec la fibre optique grâce au réseau public de fibre optique LIAin régi par le syndicat intercommunal d'énergie et de e-communication de l'Ain, les travaux étant reportés en 2020.

## Économie
La commune accueille une quinzaine d’entreprises, des restaurants, des chambres d’hôtes, un gîte rural, un commerce multiservices et une douzaine d'exploitations agricoles.

## Culture et patrimoine

### Lieux et monuments
- L'église de la Nativité-de-Notre-Dame fut construite vers 1001, elle perdit son clocher durant la Révolution française. Le bâtiment subit une transformation importante lors de sa restauration en 1865, le chœur devient l'entrée de l'édifice.
- La grange de Biziat était une propriété de l'hôpital de Châtillon-sur-Chalaronne. Le bâtiment est caractéristique des anciennes constructions en pans de bois.
- Près de l'église, la halle fut récemment construite sur la place du marronnier. Accueillant les toilettes publiques, elle fut édifiée avec les matériaux d'un ancien presbytère[26].
- Le Château de Longes fut construit en 1240[27] et était à l'origine une maison forte. Entre 1660 et 1671, le bâtiment fut restauré et fut inscrit au titre des monuments historiques en 1991.
- À la sortie du bourg en direction de Châtillon-sur-Chalaronne, le château d'eau est situé le long de la route D 2.
- En face de l'église, un monument honore les soldats de la commune tués au combat.

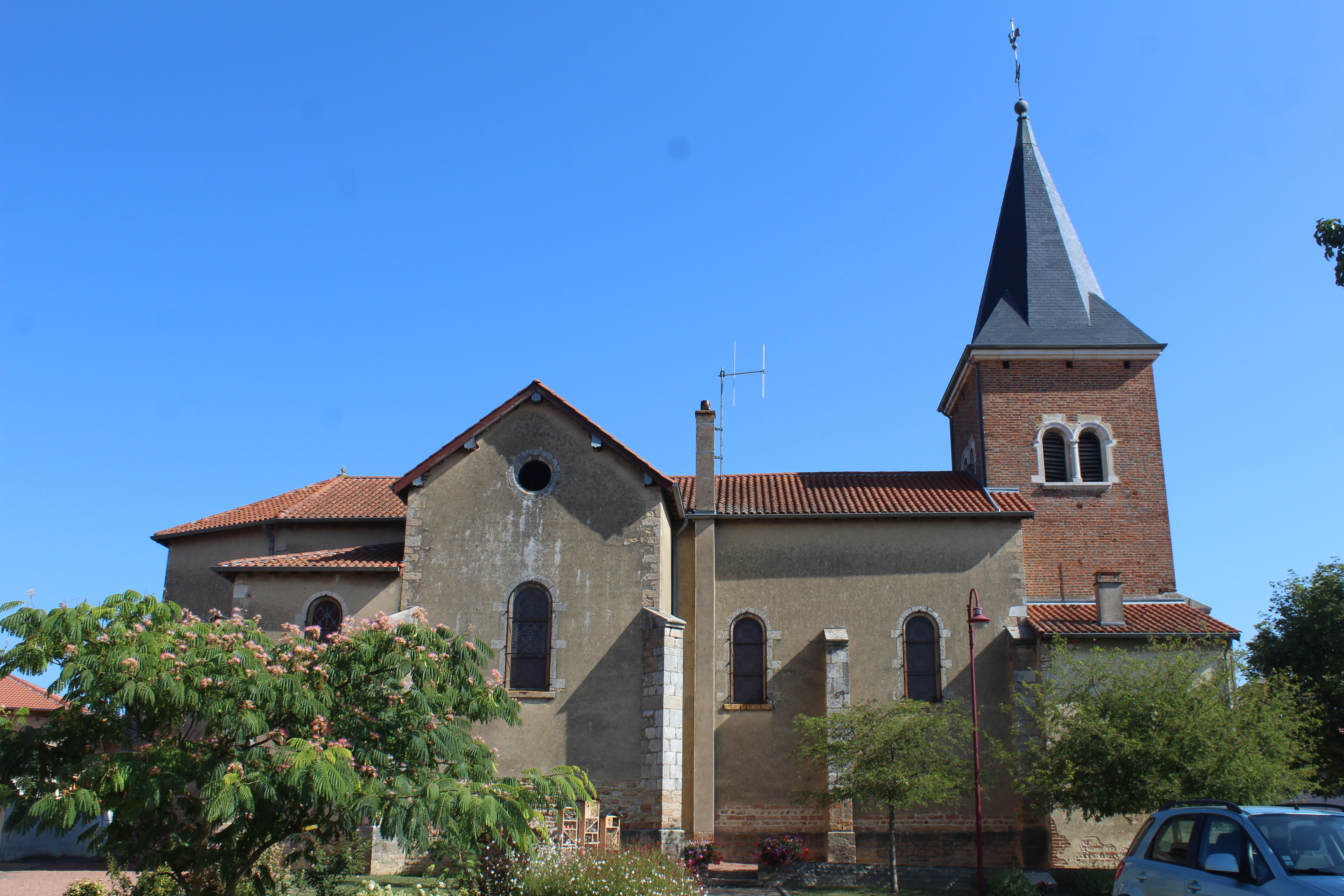
Église de la Nativité-de-Notre-Dame.
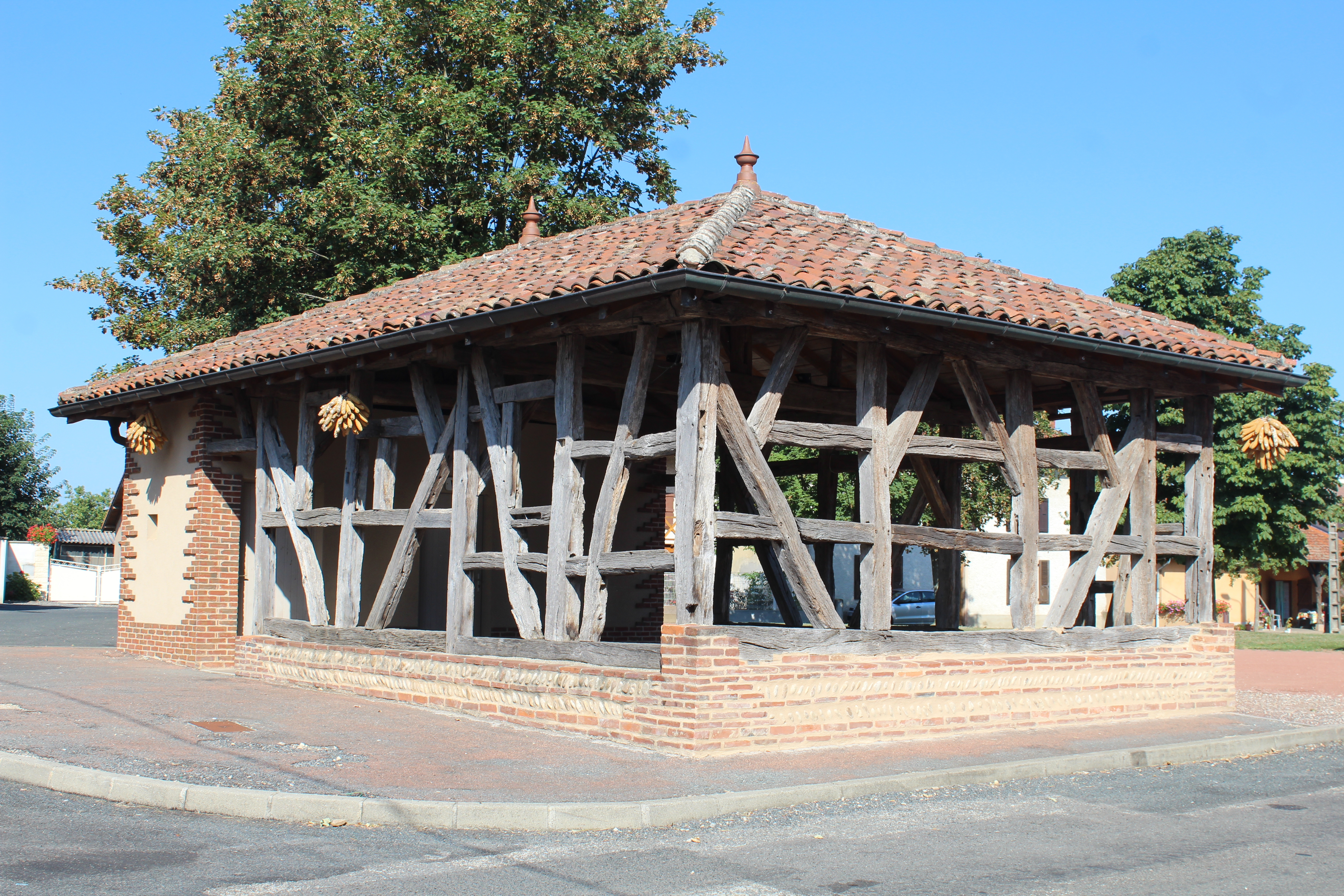
Halle.
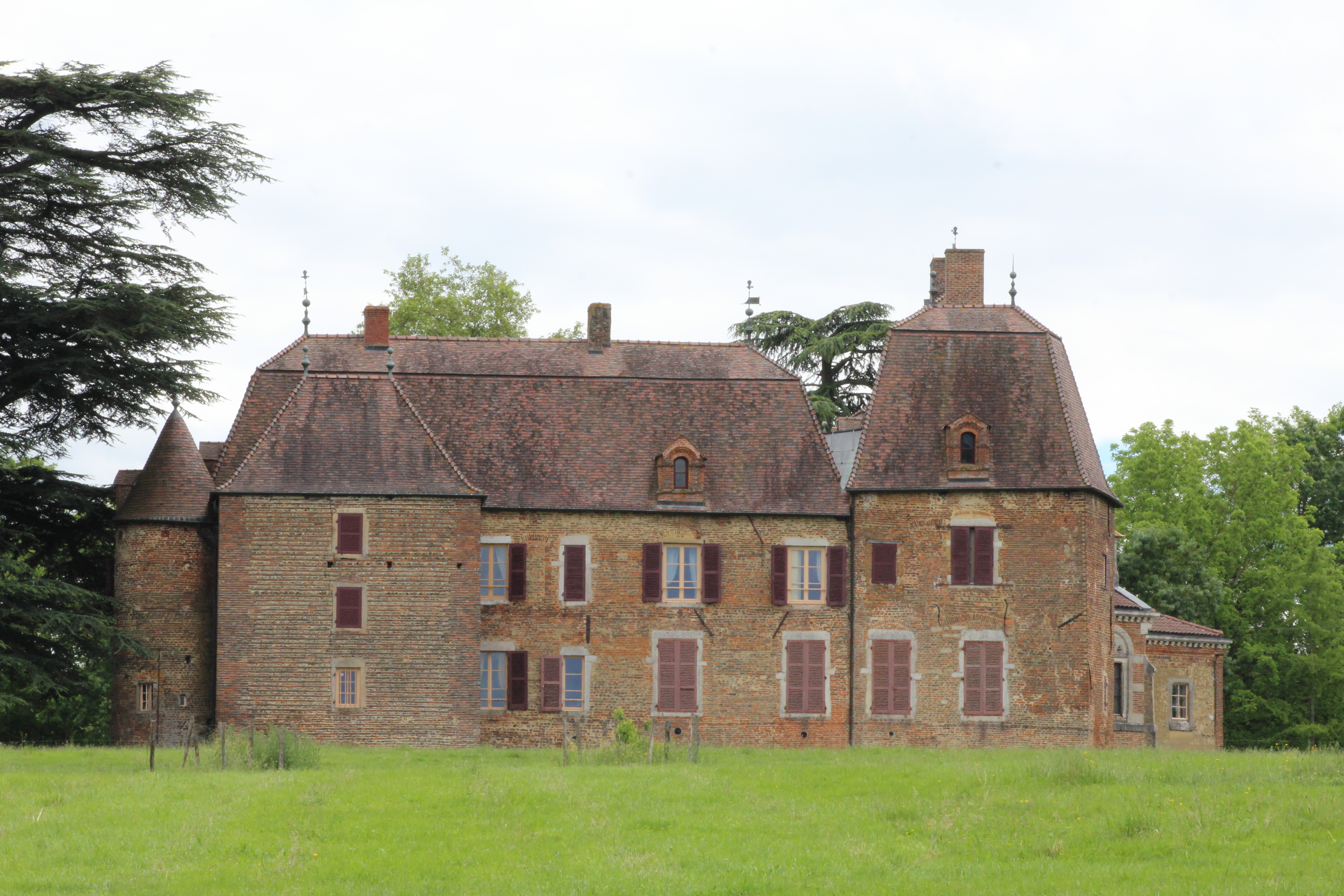
Château de Longes.
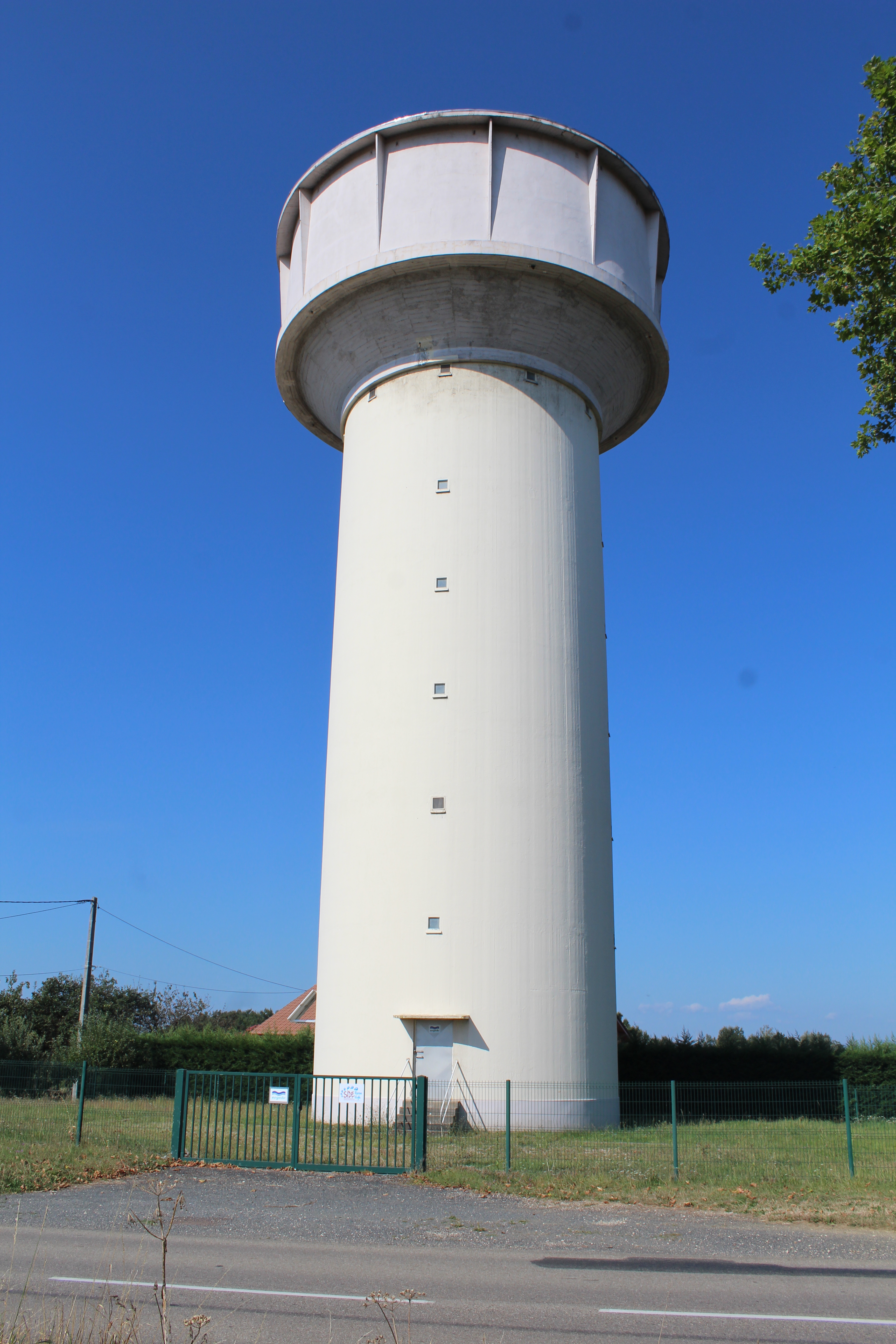
Château d'eau.
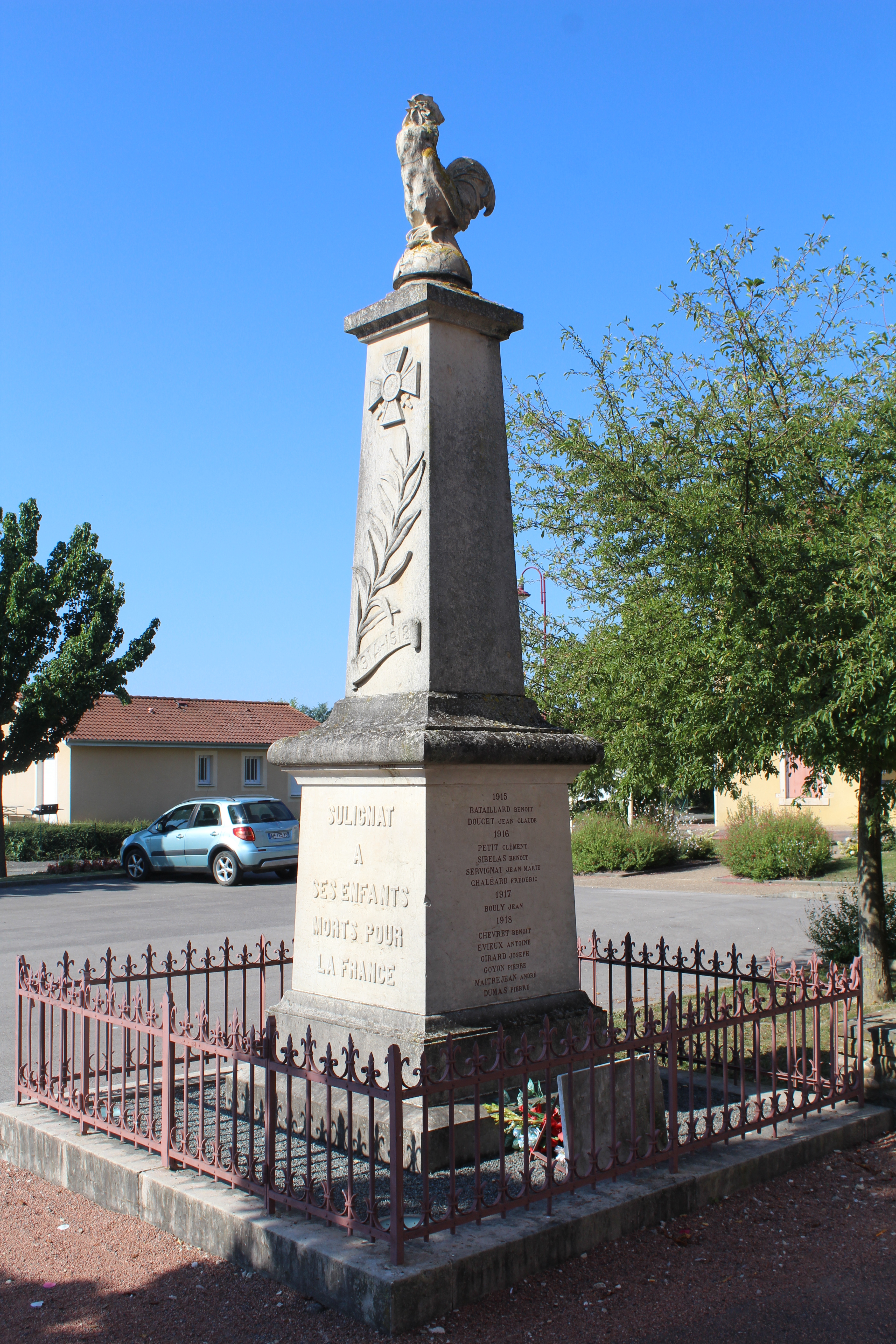
Monument aux morts.

### Personnalités liées à la commune
- Jean-François Jolibois a été curé du village en 1820.
- Maxime Jarnet, coureur cycliste français[28].
- Roger Lorin, artiste peintre et sculpteur, né dans la commune.

### Gastronomie
Les spécialités culinaires sont celles de la région bressane, c'est-à-dire la volaille de Bresse, les gaudes, la galette bressane, les gaufres bressanes, la fondue bressane.
La commune se situe dans l'aire géographique de l'AOC Crème et beurre de Bresse et de l'AOC Volailles de Bresse.
Elle a aussi l'autorisation de produire le vin IGP Coteaux de l'Ain (sous les trois couleurs, rouge, blanc et rosé).